# Géza Herczegh
Géza Herczegh (17 octobre 1928 - 11 janvier 2010) est un juge et universitaire hongrois. 

## Biographie
En 1990, Herczegh est nommé à la Cour constitutionnelle de Hongrie. De 1993 à 2003, il est élu à l'unanimité par les Nations Unies comme membre de la Cour internationale de justice, succédant à Manfred Lachs. Il remplit l'année restante du mandat de neuf ans de Lachs et est réélu pour un mandat complet en 1994. En 2003, il est remplacé par Peter Tomka. Sa fille, la juge Anita Herczegh, est mariée à János Áder, ancien président de la Hongrie. 